# Estación Once de Setiembre
Once de Setiembre, también conocida simplemente como Once, es una de las cuatro terminales ferroviarias más importantes de la Ciudad de Buenos Aires, Argentina, que oficia como cabecera del Ferrocarril Sarmiento. Inaugurada el 20 de diciembre de 1882, está ubicada en el barrio de Balvanera, en inmediaciones de la plaza Miserere.
Desde 2021, es Monumento Histórico Nacional de Argentina.

## Ubicación
La estación tiene acceso a más de 30 líneas de colectivos que poseen paradas alrededor de la plaza Miserere; así también como a las estaciones de subterráneo Plaza Miserere de la Línea A  y la estación Once de la Línea H.

## Servicios
Operan servicios metropolitanos hacia la zona oeste del Gran Buenos Aires, con destinos a Morón, Merlo, Moreno, Luján, Lobos, y Mercedes.
La empresa estatal Trenes Argentinos opera servicios de larga distancia hacia las ciudades de Mercedes, Suipacha,  Chivilcoy y Bragado.

## Historia

### Edificios anteriores
En 1853 un conjunto de emprendedores de la clase alta porteña formó la Sociedad del Camino de Hierro de Buenos Aires al Oeste, que daría lugar a la construcción del primer ferrocarril en Argentina. Se inauguró el 29 de agosto de 1857, uniendo la actual Plaza Lavalle (Estación del Parque) con el entonces pueblo de San José de Flores con 10 kilómetros de vías, y su primera parada intermedia fue llamada Once, por la existencia de un mercado en sus inmediaciones que precisamente se llamaba Once de Septiembre.
Esta primera estación Once de Setiembre era un sencillo edificio de madera construido en seco, que estaba dispuesto a lo largo de la actual calle Bartolomé Mitre, entre las Jean Jaurés y Ecuador. Tenía una sola plataforma, y era una casilla con techo a dos aguas y ambientes divididos por tablas de madera verticales encastradas. También existían galpones destinados al acopio de maderas y otros productos.
La estación fue creciendo en importancia, a medida que se construyeron varios ramales en sus inmediaciones, fueron comprándose terrenos aledaños para expandir el sector de cargas cada vez de mayor movimiento, y se instaló alrededor de 1872 la primera Escuela Técnica Ferroviaria. 
El rápido crecimiento y aumento de la densidad habitacional de Buenos Aires como consecuencia de la inmigración europea hicieron necesario el cierre de la Estación del Parque y la transformación de Once en la nueva terminal. Para ello, se construyó un segundo edificio, inaugurado el 1 de enero de 1883, también realizado en madera y de muy sobria arquitectura, pero con mayores dimensiones y algunos sencillos ornamentos, como la clásica crestería ferroviaria.

### La estación actual

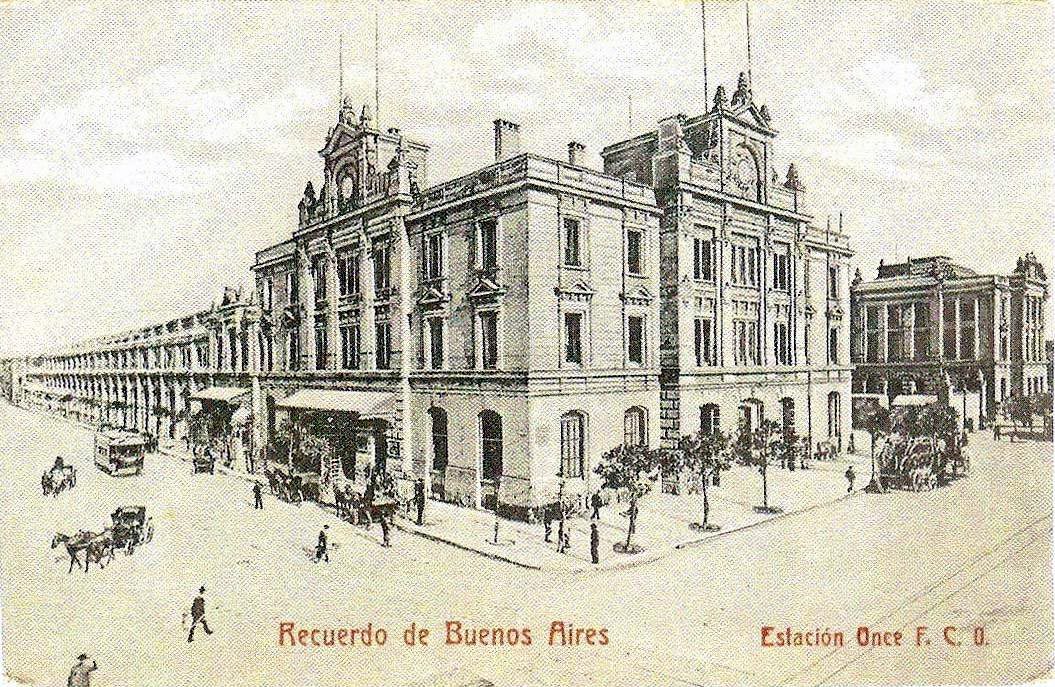
Vista de la estación hacia 1905 (izquierda), antes de su unión con el edificio de la Bolsa de Cereales (derecha).

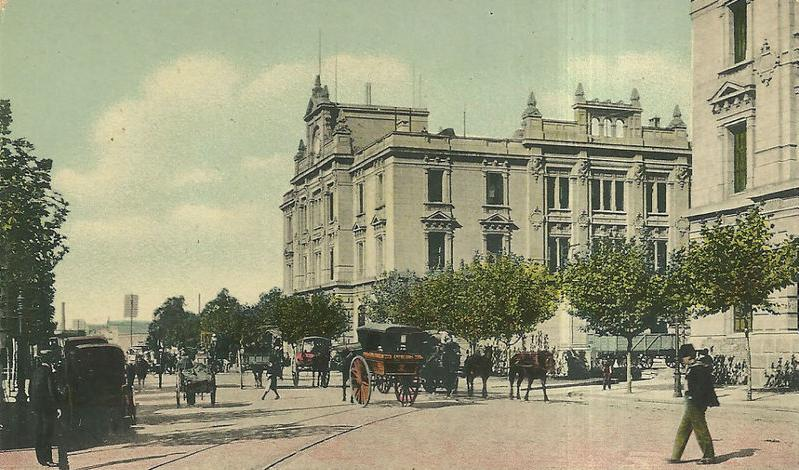
Otra vista de 1900, desde Avenida Pueyrredón mirando hacia el sur. Se ve el espacio libre que existía entre la estación y la Bolsa de Cereales.

Pero Buenos Aires continuó creciendo, aumentó el tránsito vehicular con tranvías y carros, y hacia la década de 1890 siguieron llegando oleadas inmigratorias que alcanzaron las cercanías de la Estación Once. Por ello fue necesario eliminar todos los ramales que aún existían y partían de la vía principal: el que conectaba con el Ferrocarril del Norte por la actual Avenida Pueyrredón, el que llevaba a la Quema de las Basuras en el actual barrio de Parque Patricios o el que llevaba a la Chacarita por la Avenida Corrientes. Al mismo tiempo, el Ferrocarril del Oeste pasó en 1890 a manos inglesas unidas en la compañía The Buenos Aires Western Railway Co. Ltd.
Al mismo tiempo, se hizo imprescindible levantar una terminal ferroviaria con las dimensiones y el lujo acordes a la época de pujanza que se vivía en la Argentina. De estilo neorrenacentista, la estación Once fue proyectada por el arquitecto holandés John Doyer (1862-1939) y construida en dos etapas: entre los años 1895 y 1898 (inaugurada el 5 de agosto de 1896), y entre 1906 y 1907, cuando mediante un edificio central se unificó la terminal ferroviaria con el edificio vecino de la Bolsa de Cereales, de aspecto tan similar que luego de la unión resultó difícil notar que antiguamente se trataba de dos construcciones separadas. 

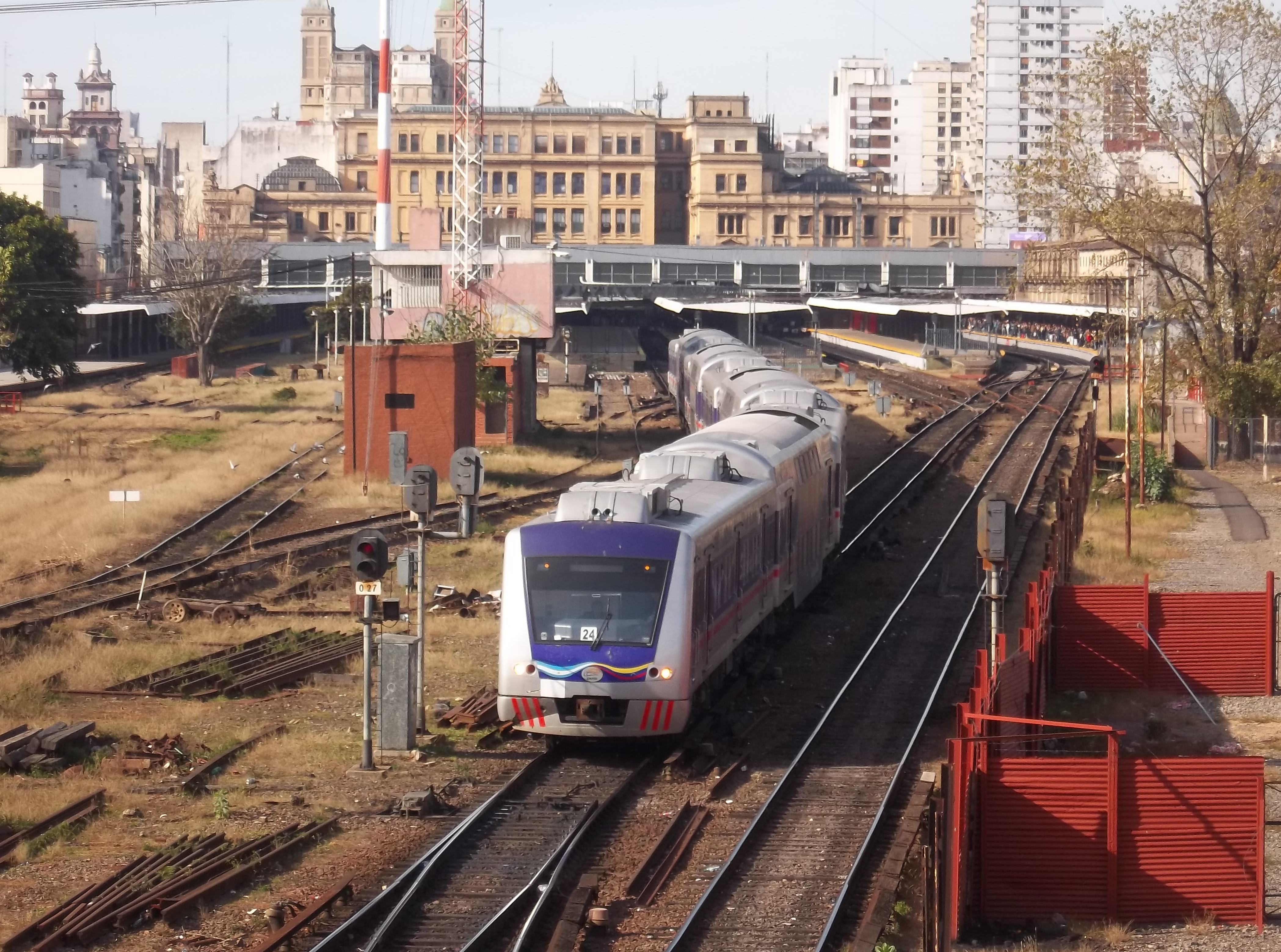
Formación saliendo de la estación Once.

En 1972, se realizó una reforma en medio del hall central: las naves metálicas que techaban los andenes fueron destruidas con buena parte de los muros exteriores y una construcción típica de esa década partió en dos las líneas del edificio. Se trató de una modernización diseñada por los arquitectos Jorge Cortiñas, César Ferrari y Máximo Daglio, que fue ejecutada por la firma Pustelnik, a cargo de la estación en aquella época. Sin embargo la baja calidad de la construcción comenzó a dar muestras de deterioro rápido con el paso de los años, adjudicado en algunos casos al poco cuidado puesto por los proyectistas en los materiales elegidos por los arquitectos para construir su proyecto.

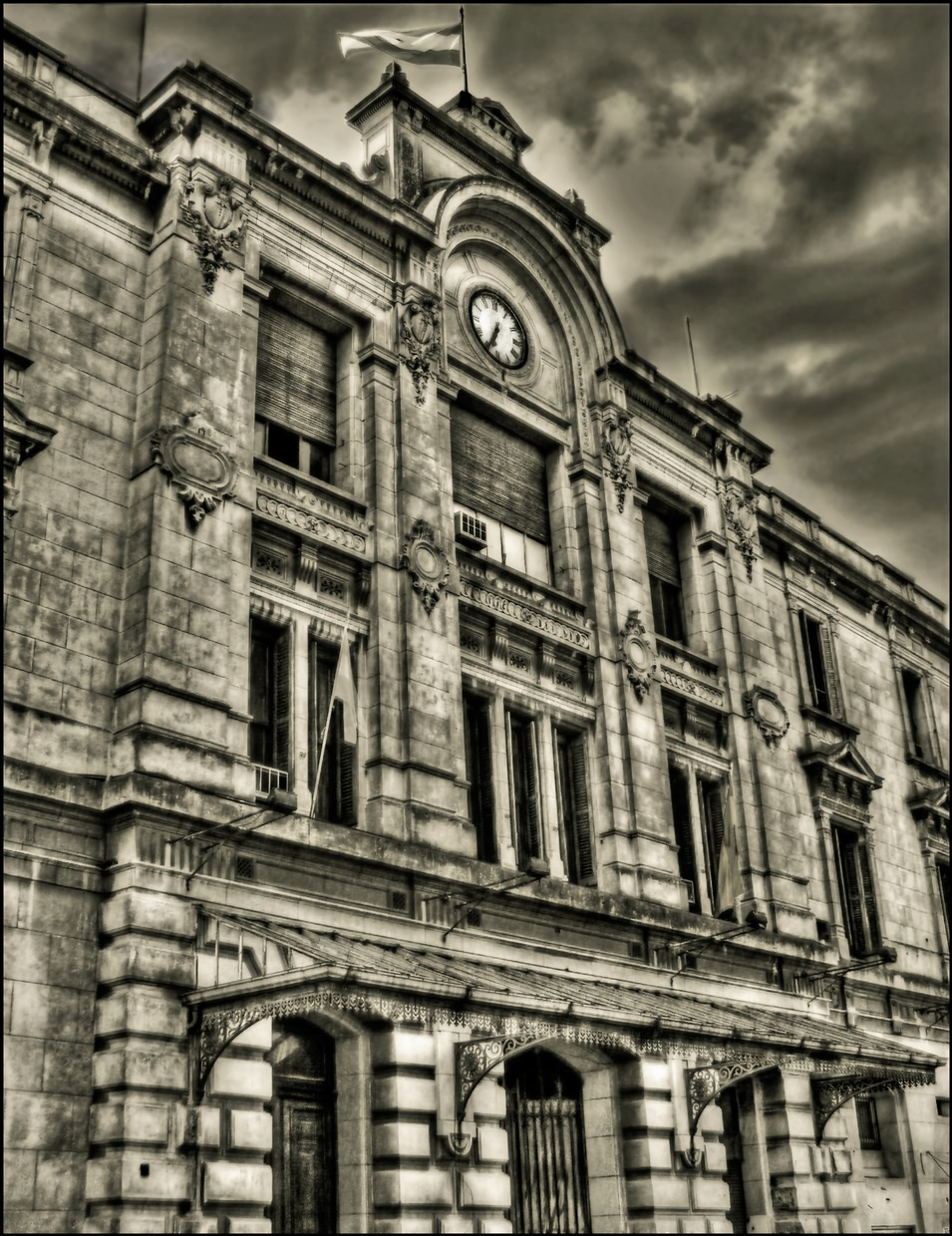
Vista parcial de la fachada

En 1998, la firma a cargo del subte de Buenos Aires, Metrovías, inauguró el nuevo centro de transbordo ampliado entre la Estación Plaza de Miserere de su línea A con la terminal ferroviaria, incluyendo un gran patio de comidas bajo tierra. En 1999, el contrato con Pustelnik finalizó, y la firma DECSA ganó la licitación, con la obligación de restaurar completamente la estación para fines de 2000. Ante la inacción de DECSA, el ONABE le rescindió el contrato en 2002. Sin embargo la compañía inició un proceso judicial que le permitió permanecer a cargo hasta julio de 2005, iniciando un período sin control en el edificio, mientras un grupo de comerciantes de los negocios de la estación iniciaban la construcción de más locales en el interior.
A partir de 2005, se conformó una sociedad llamada Unión Transitoria de Empresas (UTE), quien se hizo cargo de la restauración, con el objetivo de una vez finalizadas las obras transformarse en una sociedad anónima integrada por los mismos empresarios, que extenderán la concesión para la explotación de las instalaciones por otros 18 años. Los trabajos iniciaron ese mismo año, no sin irregularidades, y avanzaron hasta la inauguración de la primera etapa en 2007. Las obras de restauración continuaron durante los siguientes meses, y la segunda etapa fue finalizada.

### Accidente de Once de 2012
El 22 de febrero de 2012, se produjo una tragedia ferroviaria, un tren chocó contra el andén, causando 51 muertes (entre ellos una embarazada) y 789 heridos. El accidente culminó en una investigación y juicio en el que se condenó a varios funcionarios por administración fraudulenta, entre ellos, el entonces ministro de Planificación Federal Julio De Vido.
La obra de reconstrucción y puesta en valor de la estación Once de Setiembre demandó una inversión de 16.750 millones de pesos. Entre las mejoras realizadas se incluyeron un nuevo sistema de refrigeración y calefacción, reordenamiento de locales comerciales, restauración y puesta en valor del edificio histórico, vinculación con el subte de la Línea A por nuevas escaleras mecánicas, nuevas oficinas en el hall central, nuevas boleterías y sistema de audio, rampas, etc.
En 2013 se lanzó un nuevo plan de obras, complementario al anterior, entre las mejoras realizadas se incluyen: nuevo sistema de refrigeración y calefacción, reordenamiento de locales comerciales, restauración y puesta en valor del edificio histórico, vinculación con el subte de la Línea A por nuevas escaleras mecánicas, nuevas oficinas en el hall central, nuevas boleterías de venta de pasajes, nuevo sistema de audio, rampas para personas con capacidades diferentes, remodelación de los dos niveles de playa de estacionamiento y nuevos baños públicos.[cita requerida]
La reconstrucción de la estación Once de Setiembre, incluyó los inmuebles ubicados dentro del perímetro de la avenida Pueyrredón, Bartolomé Mitre, Pte. J.D. Perón y Anchorena.

### Toponimia
Denominada comúnmente Once, su nombre conmemora la Revolución del 11 de septiembre de 1852 de la provincia de Buenos Aires contra el gobierno federal y posterior secesión de la Confederación Argentina.
La estación cambió su nombre a 1 de marzo en 1951, en conmemoración de la nacionalización de los ferrocarriles en el año 1948. En 1955, tras el golpe de Estado denominado Revolución Libertadora que derrocó al gobierno peronista, volvió a su nombre anterior.